# Michael Truß

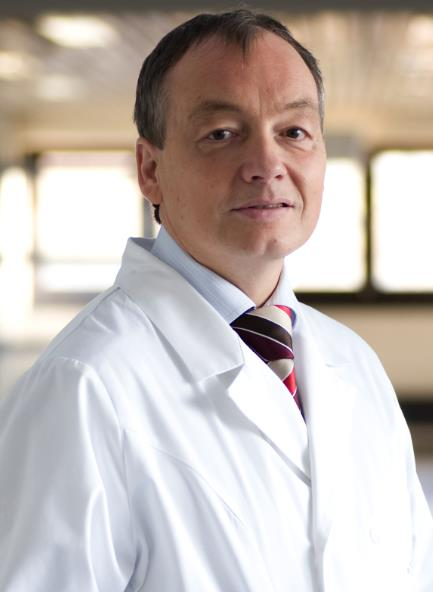
Michael Truß (2017)

Michael Carsten Truß (* 12. Mai 1960 in Frankenberg) ist ein deutscher Urologe, apl. Professor und Direktor der Urologischen Klinik des Klinikums Dortmund.

## Leben
Von 1981 bis 1988 studierte Truß Humanmedizin an der Medizinischen Hochschule Hannover, Tufts University und Harvard University. Im Jahr 1988 erlangte er die Approbation und Foreign Medical Graduates Examination in the Medical Sciences. (FMGEMS)
Von 1988 bis 1990 war er Assistenzarzt an der Urologischen Klinik der Medizinischen Hochschule Hannover. 1990/91 war Truß am James Buchanan Brady Urological Institute im Johns Hopkins Hospital in Baltimore tätig. Anschließend absolvierte er sein Chirurgisches Jahr in der Chirurgischen Klinik der Henrietten-Stiftung Hannover.
1992 promovierte er und legte 1993 seine Facharztprüfung zum Arzt für Urologie ab. Mit einem Habilitationsstipendium der Deutschen Forschungsgemeinschaft arbeitete Truß von 1993 bis 1995 als Forschungsassistent am niedersächsischen Institut für Peptid-Forschung G.m.b.H. (IPF) im Medical Park Hannover. 
1995 begann er als Oberarzt an der Urologischen Klinik und Poliklinik der Medizinischen Hochschule Hannover und wurde dort 2001 leitender Oberarzt. 1996 erlangte er seine Habilitation und die Erteilung der Venia legendi für Urologie. Im Jahr 2000 bildete sich Truß mit einer zusätzlichen Weiterbildung in dem Gebiet Urologie in der Speziellen Urologischen Chirurgie fort.
Von 2001 bis 2005 war er Mitglied des Vorstandes des Zentrums Chirurgie und der Sektion II des Senates der MHH. Während dieser Zeit erlangte er 2001 den Titel als außerplanmäßiger Professor und absolvierte ein berufsbegleitendes Zweitstudium im Krankenhausmanagement für Ärzte / Medical Hospital Management an der FH Hannover. 
2003 wurde Truß EFQM-Assessor (European Foundation of Quality Management).
Seit März 2005 ist er Direktor der Urologischen Klinik im Klinikum Dortmund.
2006 und 2007 erreichte er die Zusatzbezeichnung Andrologie sowie Medikamentöse Tumortherapie von der Ärztekammer Westfalen-Lippe.

## Mitgliedschaften in wissenschaftlichen Gesellschaften
- Deutsche Gesellschaft für Urologie (DGU)
- Berufsverband der Deutschen Urologen (BDU)
- Arbeitskreis Infektiologie der DGU
- Arbeitskreis Nierentransplantation der DGU
- Vereinigung Norddeutscher Urologen (VNU)
- European Association of Urologie (EAU)
- American Urological Association (AUA)
- Urological Research Society (URS)
- International Continence Society (ICS)
- European School of Urology (ESU)[3]
- Nordrhein-Westfälische Gesellschaft für Urologie (NRW-GU)
- Verein zur Förderung der biomedizinischen und klinischen Forschung e.V., Dortmund
- Mitglied Gutachterkommission für ärztliche Haftpfichtfragen bei der Ärztekammer Westfalen-Lippe
- Guideline Panel, European Association of Urology (EAU)
- Krebsgesellschaft NRW
- Ethik-Kommission, Leipzig Institut für Arbeitsforschung an der TU Dortmund
- Arbeitskreis Laparoskopie und Robotische Chirurgie, Deutsche Gesellschaft für Urologie

## Gutachter für wissenschaftliche Zeitschriften
- Andrologia[4]
- Journal of Urology
- Urology
- British Journal of Urology International
- European Urology
- Drugs
- Andrology
- World Journal of Urology
- Expert Opinion on Investigational Drugs
- Clinical Nephrology
- Pharmacology and Toxycology
- Urologia Internationalis
- International Urology and Nephrology
- European Urology Focus

## Wissenschaftliche Auszeichnungen
- 1990 1. Preis, Arbeitsgemeinschaft "Experimentelle Urologie" der Deutschen Gesellschaft für Urologie
- 1994 Kabi Pharmacia Preis des Forum Urodynamicum
- 1995 6. Großhaderner Innovationspreis für Urologi / Award in Erectile Dysfunction (first prize), European Society for Impotence Research / 2. Posterpreis, 47. Kongress der Deutschen Gesellschaft für Urologie
- 1996 3. Posterpreis, 48. Kongreß der Deutschen Gesellschaft für Urologie
- 1997 AUA-EAU international Academic Exchange Fellowship, 1997 American Tour
- 1998 Jack Lapides Essay Contest on Urodynamics and Neurourology Research, Grand Prize
- 1999 Jack Lapides Essay Contest on Urodynamics and Neurourology Research, Second Prize / Peter-Bischoff-Preis der Vereinigung Norddeutscher Urologen
- 2000 Peter-Bischoff-Preis der Vereinigung Norddeutscher Urologen / Wolfgang-Mauermeyer-Preis des Arbeitskreises BPH der Deutschen Gesellschaft für Urologie
- 2004 Educational Video Prize for Surgery, 19. Congress of the European Association of Urology (EAU)
- 2006 Wolfgang-Mauermeyer-Preis des Arbeitskreises BPH der Deutschen Gesellschaft für Urologie[5]
- 2007 Posterpreis der Nordrhein Westfälischen Gesellschaft für Urologie (Jahreskongress in Köln)
- 2011 Posterpreis der Nordrhein Westfälischen Gesellschaft für Urologie (Jahreskongress in Aachen)
- 2012 3. Posterpreis der Nordrhein Westfälischen Gesellschaft für Urologie (Jahreskongress in Essen)
- 2014 Posterpreis der Nordrhein Westfälischen Gesellschaft für Urologie (Jahreskongress in Düsseldorf)